# Dinguiraye (prefektur)
Dinguiraye Prefecture är en prefektur i Guinea.   Den ligger i regionen Faranah Region, i den centrala delen av landet, 400 km nordost om huvudstaden Conakry. Antalet invånare är 155 636. Arean är 7 965 kvadratkilometer. Dinguiraye Prefecture gränsar till Siguiri Prefecture, Kouroussa, Dabola, Mamou Prefecture och Tougue Prefecture. 
Terrängen i Dinguiraye Prefecture är lite kuperad.
Följande samhällen finns i Dinguiraye Prefecture:
- Banora
- Selouma
- Dinguiraye